# Achatinella concavospira
Achatinella concavospira es una especie de molusco gasterópodo de la familia Achatinellidae en el orden de los Stylommatophora.

## Distribución geográfica
Es endémica de Hawái.